# Strażnica WOP Gryfino
Strażnica Wojsk Ochrony Pogranicza Marwice/Gryfino – zlikwidowany pododdział Wojsk Ochrony Pogranicza pełniący służbę graniczą na granicy z Niemiecką Republiką Demokratyczną/Republiką Federalną Niemiec.

Strażnica Straży Granicznej w Gryfinie – zlikwidowana graniczna jednostka organizacyjna Straży Granicznej realizująca zadania bezpośrednio w ochronie granicy państwowej z Republiką Federalną Niemiec.

## Formowanie i zmiany organizacyjne

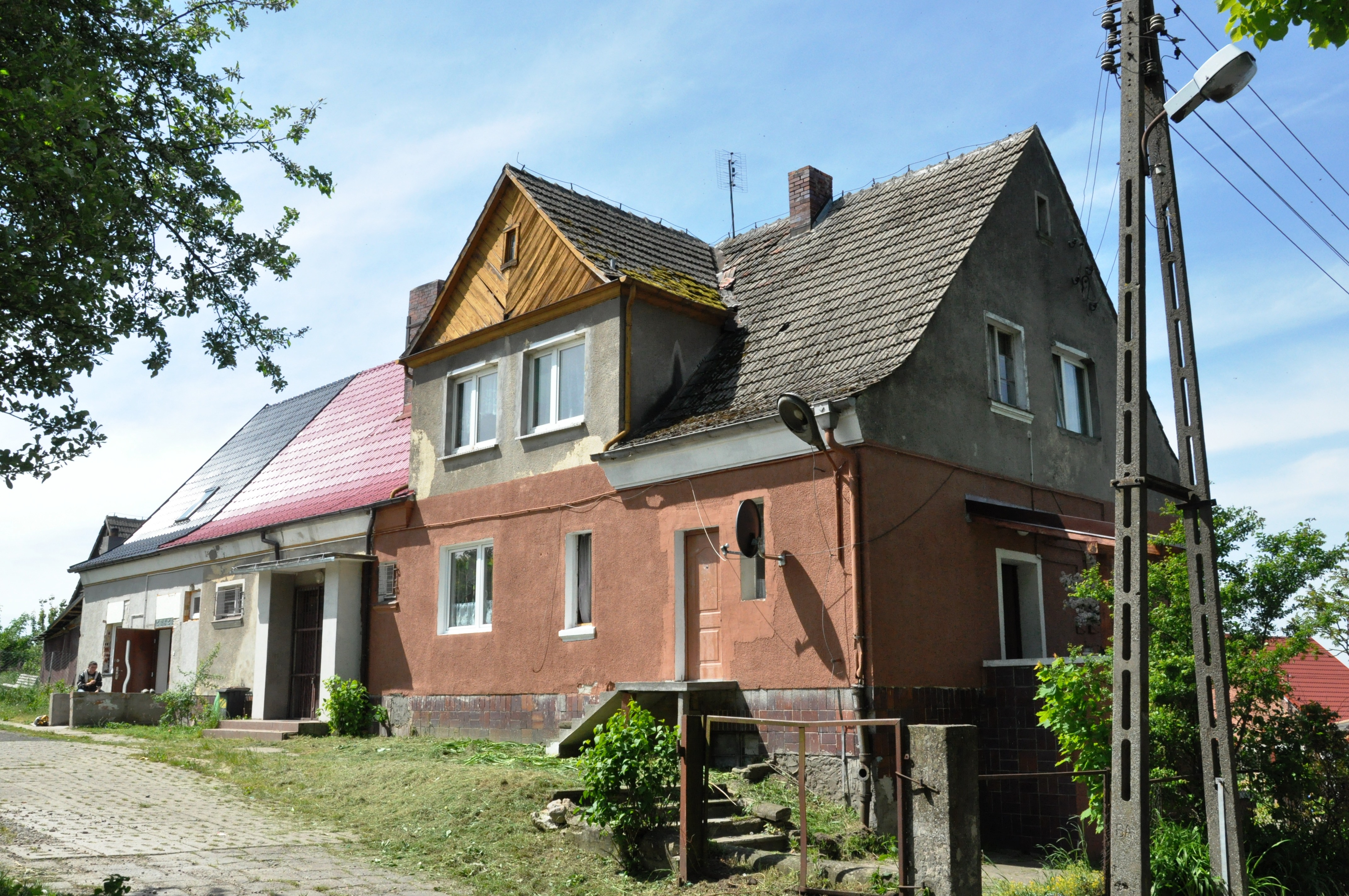
W Marwicach stacjonowała strażnica WOP →

Strażnica została sformowana w 1945 w strukturze 12 komendy odcinka Chojna jako 60 strażnica WOP (Marwice) o stanie 56 żołnierzy. Kierownictwo strażnicy stanowili: komendant strażnicy, zastępca komendanta do spraw polityczno-wychowawczych i zastępca do spraw zwiadu. Strażnica składała się z dwóch drużyn strzeleckich, drużyny fizylierów, drużyny łączności i gospodarczej. Etat przewidywał także instruktora do tresury psów służbowych oraz instruktora sanitarnego.
W związku z reorganizacją oddziałów WOP, 24 kwietnia 1948 60 strażnica OP Gryfino została włączona w struktury 40 batalionu Ochrony Pogranicza, a 1 stycznia 1951 122 batalionu WOP w Chojnie.
Od 15 marca 1954 wprowadzono nową numerację strażnic, a 60 strażnica WOP Gryfino I kategorii otrzymała nr 58 w skali kraju i stacjonowała w Gryfinie.
W 1956 rozpoczęto numerowanie strażnic na poziomie brygady. Strażnica specjalna WOP Gryfino była 5 w 12 Brygadzie Wojsk Ochrony Pogranicza w Szczecinie.
Po reorganizacji 122 batalionu WOP Chojna w 1958, Strażnica WOP Gryfino posiadała numer 9.
1 stycznia 1960 funkcjonowała jako 21 strażnica WOP Gryfino III kategorii w strukturach 122 batalionu WOP. Rozkazem organizacyjnym dowódcy WOP nr 0148 z 02.09.1963 przeformowano Strażnicę WOP Gryfino lądową kategorii II na Strażnicę WOP Gryfino rzeczną kategorii I i 1 stycznia 1964 była jako 13 strażnica WOP Gryfino rzeczna kategorii I. Lata 60., w skład obsady strażnic włączono załogi jednostek pływających, a wiec sterników i motorzystów, którzy tym samym wzmocnili kadrę techniczną.

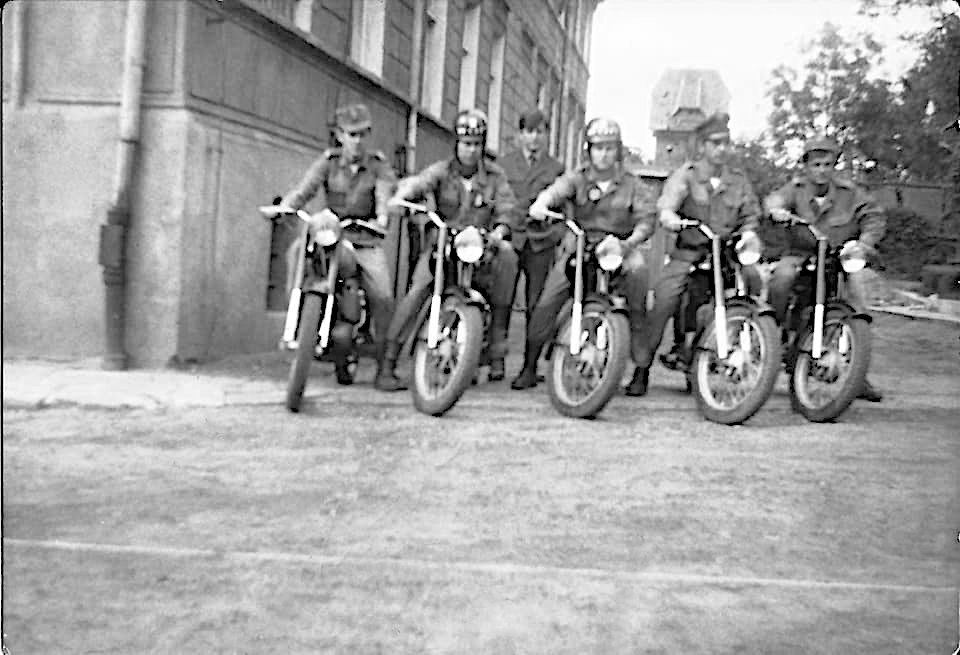
Żołnierze WOP na motocyklach WSK-125 (1974)

1 czerwca 1976 nastąpiła zmiana rejonu służbowego działania strażnicy, dyktowaną przez reformę administracyjną kraju i nowy podział na województwa,ponadto Wojska Ochrony Pogranicza przeszły na dwuszczeblowy system zarządzania. Strażnicę WOP Gryfino podporządkowano bezpośrednio pod sztab 12 Pomorskiej Brygady WOP w Szczecinie, a w 1984 utworzonego batalionu granicznego Pomorskiej Brygady WOP w Chojnie jako strażnica WOP Gryfino i tak funkcjonowała do 31 października 1989. 1 listopada 1989 został rozformowany batalion graniczny PB WOP w Chojnie, a podległe strażnice weszły w podporządkowanie bezpośrednio dowódcy Pomorskiej Brygady WOP i tak funkcjonowała do 15 maja 1991.
Straż Graniczna:
15 maja 1991 po rozwiązaniu Wojsk Ochrony Pogranicza, od 16 maja 1991 ochronę granicy państwowej przejęła nowo sformowana Straż Graniczna. Strażnica w Gryfinie weszła w podporządkowanie Pomorskiego Oddziału Straży Granicznej i przyjęła nazwę Strażnica Straży Granicznej w Gryfinie (Strażnica SG w Gryfinie}.
Jako Strażnica Straży Granicznej w Gryfinie funkcjonowała do 23 sierpnia 2005 i 24 sierpnia 2005 Ustawą z 22 kwietnia 2005 O zmianie ustawy o Straży Granicznej... została przekształcona na Placówkę Straży Granicznej w Gryfinie (Placówka SG w Gryfinie).

## Ochrona granicy

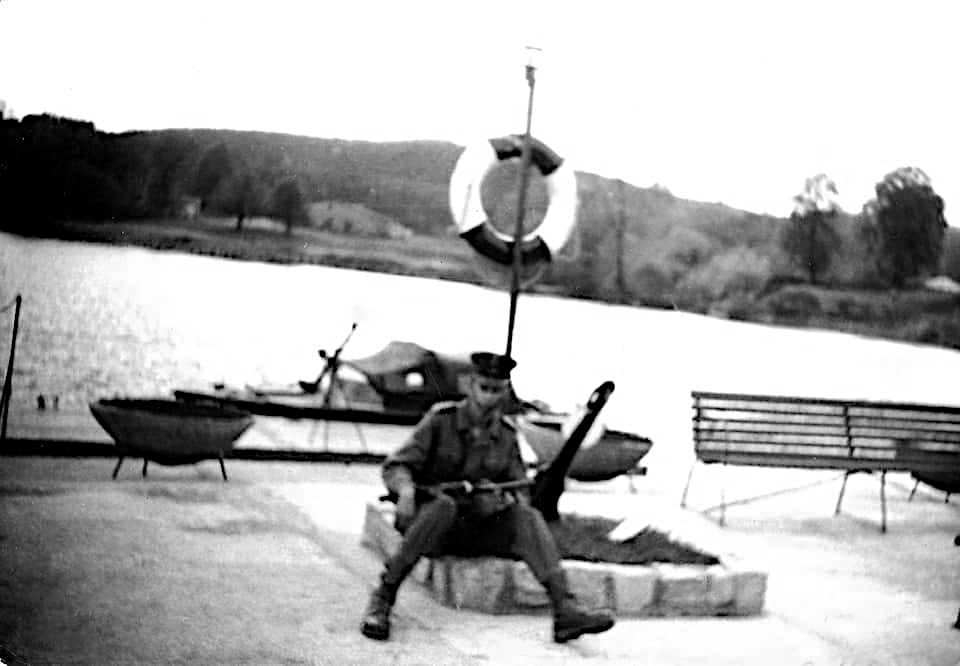
Żołnierz WOP na przystani Gryfino-Mescherin, patrol wodny na odcinku Mescherin-Gartz (1974)

Początkowo 60 strażnica WOP Marwice ochraniała odcinek granicy państwowej wzdłuż rzeki Odry:
- Od Gryfina (włącznie), do Widuchowej (wyłącznie).
- Linia zaporowa[f]:
  - Od Pacholęt (włącznie) przez Nowe Czarnowo, Żórawie, Wełtyń do Bolkowic.

1 stycznia 1964 na ochranianym odcinku funkcjonowało przejście graniczne gdzie kontrolę graniczną osób, towarów i jednostek pływających wykonywała załoga strażnicy:
- Gryfino (Odra Zachodnia) (rzeczne).

Straż Graniczna:
2 stycznia 1996 na odcinku strażnicy zostało uruchomione przejście graniczne małego ruchu granicznego, w którym kontrolę graniczną i celną osób, towarów oraz środków transportu wykonywała załoga GPK SG w Krajniku Dolnym:
- Gryfino-Mescherin (mrg).

## Sąsiednie graniczne jednostki organizacyjne

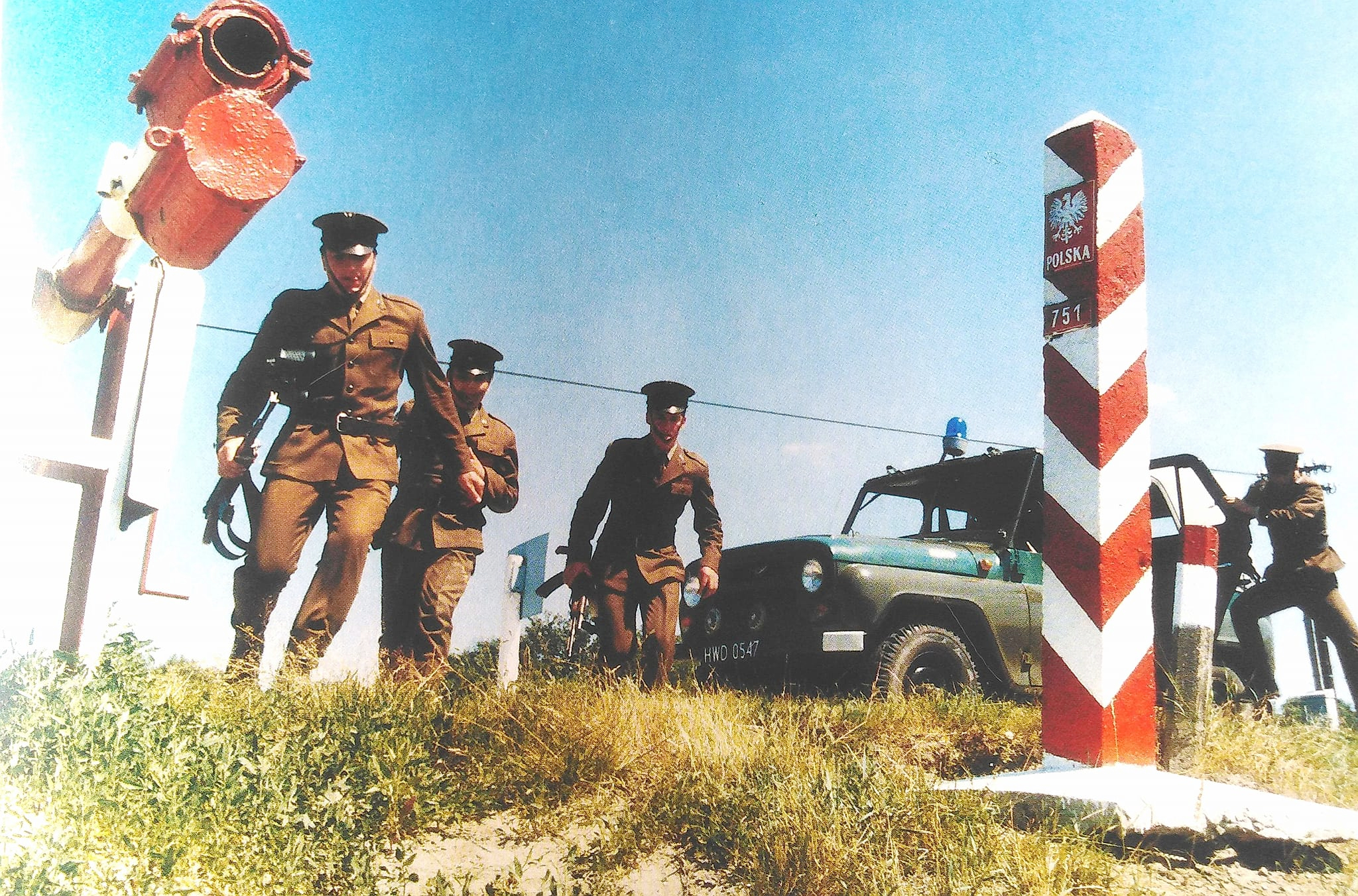
Żołnierze WOP w rej. Gryfic, znak gran. nr 751 i samochód terenowy UAZ-469B (1983)

- 59 strażnica WOP Ognica ⇔ 61 strażnica WOP Kamieniec – 1946
- 59 strażnica OP Widuchowa ⇔ 61 strażnica OP Kamieniec – 1949
- 57 strażnica WOP Widuchowa ⇔ 59 strażnica WOP Kamieniec – 15.03.1954
- 22 strażnica WOP Widuchowa kat. III ⇔ 20 strażnica WOP Kamieniec kat. II – 1.01.1960
- 14 strażnica WOP Widuchowa rzeczna kat. I ⇔ 12 strażnica WOP Kamieniec lądowa kat. III – 1.01.1964
- Strażnica WOP Widuchowa ⇔ Strażnica WOP Kamieniec – 31.10.1989
- Strażnica WOP Chojna lądowa kadrowa ⇔ Strażnica WOP Kamieniec – 1.11.1989

Straż Graniczna:
- Strażnica SG w Chojnie ⇔ Strażnica SG w Kamieńcu – 16.05.1991[18]
- Strażnica SG w Chojnie ⇔ Strażnica SG w Branisławiu – 15.10.2002[18]
- GPK SG w Krajniku Dolnym ⇔ GPK SG w Kołbaskowie – 2.01.2003[18].

## Wydarzenia
- 1947 – 10 marca dwuosobowy patrol ze strażnicy stoczył walkę z grupą przemytników, w wyniku której zabici zostali obaj żołnierze WOP[21].
- 1968 – Stocznia Marynarki Wojennej przekazała dla WOP pierwszą partię kutrów rozpoznawczych, które skierowano do służby rzecznej na odrzańskim odcinku granicy zachodniej Pomorskiej Brygady WOP (W latach następnych zaopatrzono w nie pozostałe strażnice rzeczne)[22].
- 1976 – wycofano ostatecznie z granicy rowery, zastępując je motocyklami małolitrażowymi; WSK-175 dla kadry i WSK-125 dla żołnierzy służby zasadniczej (5–13 motocykli w zależności od obsady i na jakiej granicy). Wyposażone w łączność radiową motocykle stały się podstawowym środkiem transportu w służbie patrolowej i rozpoznawczej[23].

## Dowódcy/komendanci strażnicy

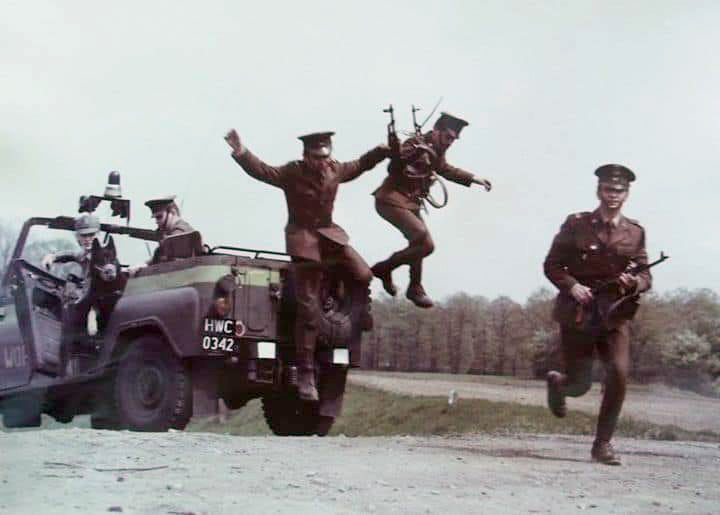
Żołnierze WOP i samochód terenowy UAZ-469B (1983)

- ppor. Senktas (był w 1945)[19]
- por. Władysław Sobieraj (był w 10.1946)[g].
- nn
- por. Romuald Jaroszewski (1954–1956)[25]
- por. Edward Maniawski (1956–1958)[25]
- por. Idzi Lebuda (1958–1961)[26]
- por. Jerzy Balcerek (1961–1963)
- kpt. Mieczysław Kur (1963–1965)
- por. Tadeusz Sołtysik p.o. (był w 1965)
- kpt. Mieczysław Kur (od 1966)

---
- por./kpt. Paweł Grzybowski (był w 1986–był w 1989)

Komendanci strażnicy SG:
- Wojciech Tatara
- Tomasz Kling (do 23.08.2005)[27].